# 亨利·尼古拉斯·冈瑟
亨利·尼古拉斯·约翰·冈瑟（英語：Henry Nicholas John Gunther，1895年6月6日—1918年11月11日）是一名美國陸軍士兵，也是第一次世界大战中牺牲的最后一名士兵。他死于1918年11月11日上午10点59分，停战协议生效前一分钟。

## 早年经历
亨利·冈瑟1895年6月6日生于马里兰州巴尔的摩一个德裔美国家庭。他的双亲乔治·冈瑟和丽娜·罗斯均为德国移民的子女。他在高地城长大，这是东巴尔的摩附近一个深受德国移民影响的地区，他的全家均属于天主教教区耶稣圣心堂。亨利冈瑟在巴尔的摩国家银行当一名簿记。他在1915年加入了哥伦布骑士会。

## 战时服役
1917年9月冈瑟入伍并获委任加入第313团，该团别称“巴尔的摩自己人”，是美國陸軍第79步兵師第157旅的一部分。
作为补给中士，他在他的部队中负责服装配给，并于1918年7月抵达法国成为美国远征军的一员。之后因他写了一封危险性的家书，在信中他描述了前线的“悲惨状况”，并告诫他的朋友想尽办法避免被征兵入伍，信最终被审查员截下。结果，他从军士降为二等兵。
冈瑟所在的A连，在1918年9月12日抵达前线。正如其他在默茲-阿戈訥攻勢前线的盟军部队一样，A连也卷入了11月11日上午的战斗。与德军停战的协定是在凌晨5:00签署的，但它只会在上午11:00开始生效。在绍蒙德旺当维莱尔的村庄中，冈瑟所在的班接近一个由两挺德军机枪组成的路障。冈瑟站起身来，不顾他的军士及密友欧内斯特·鲍尔的命令，并一边挥动他的刺刀一边大声指责。
德国士兵知道停战协议将在一分钟内生效，试图挥手驱赶冈瑟未果，遂开枪射击了“一两发”。因为靠机枪太近，冈瑟被当场中枪身亡。作家詹姆斯·M·凯恩，也是《巴尔的摩太阳报》的记者在采访了冈瑟战友们后写道：“在被降级之后，冈瑟做了大量反思，之后就执迷于在长官和战友面前表现以消除以往的不良影响。” 
约翰·潘兴将军在翌日的通报表彰中提及冈瑟为美国在第一次世界大战中牺牲的最后一人。陆军追授恢复他中士军衔，嘉奖其英勇行为并授予他杰出服役十字勋章。巴尔的摩的一个海外战争退伍军人协会以他命名。
冈瑟的遗体在1923年回到美国，并埋葬在巴尔的摩的至圣救主公墓。随后的调查显示，在第一次世界大战的最后一天，在停战协定从签署直至生效期间，约11000人被打伤或打死——远远超过平常。

## 纪念

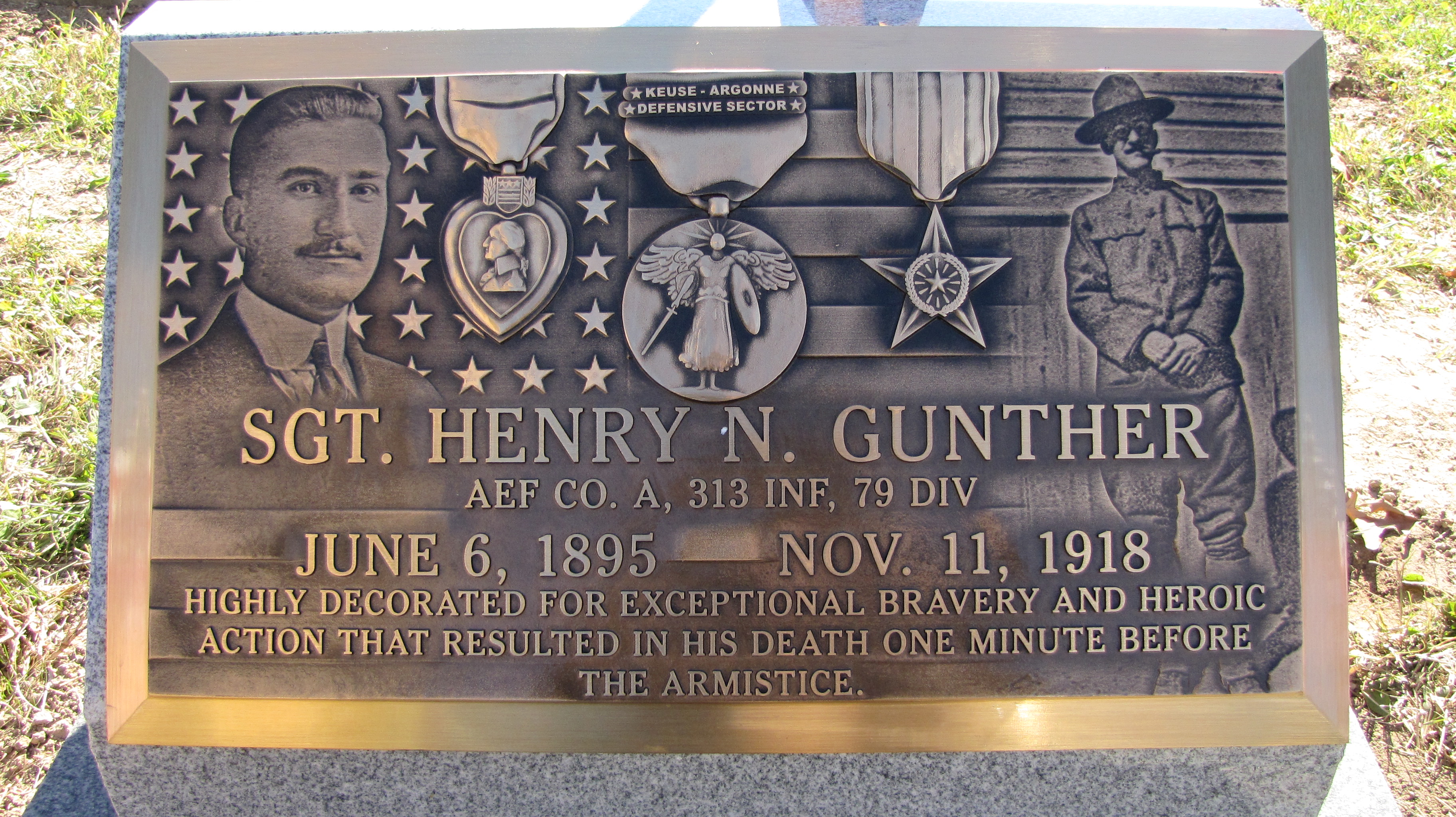
亨利·冈瑟在巴尔的摩坟墓的纪念牌匾，于2010年11月11日揭幕

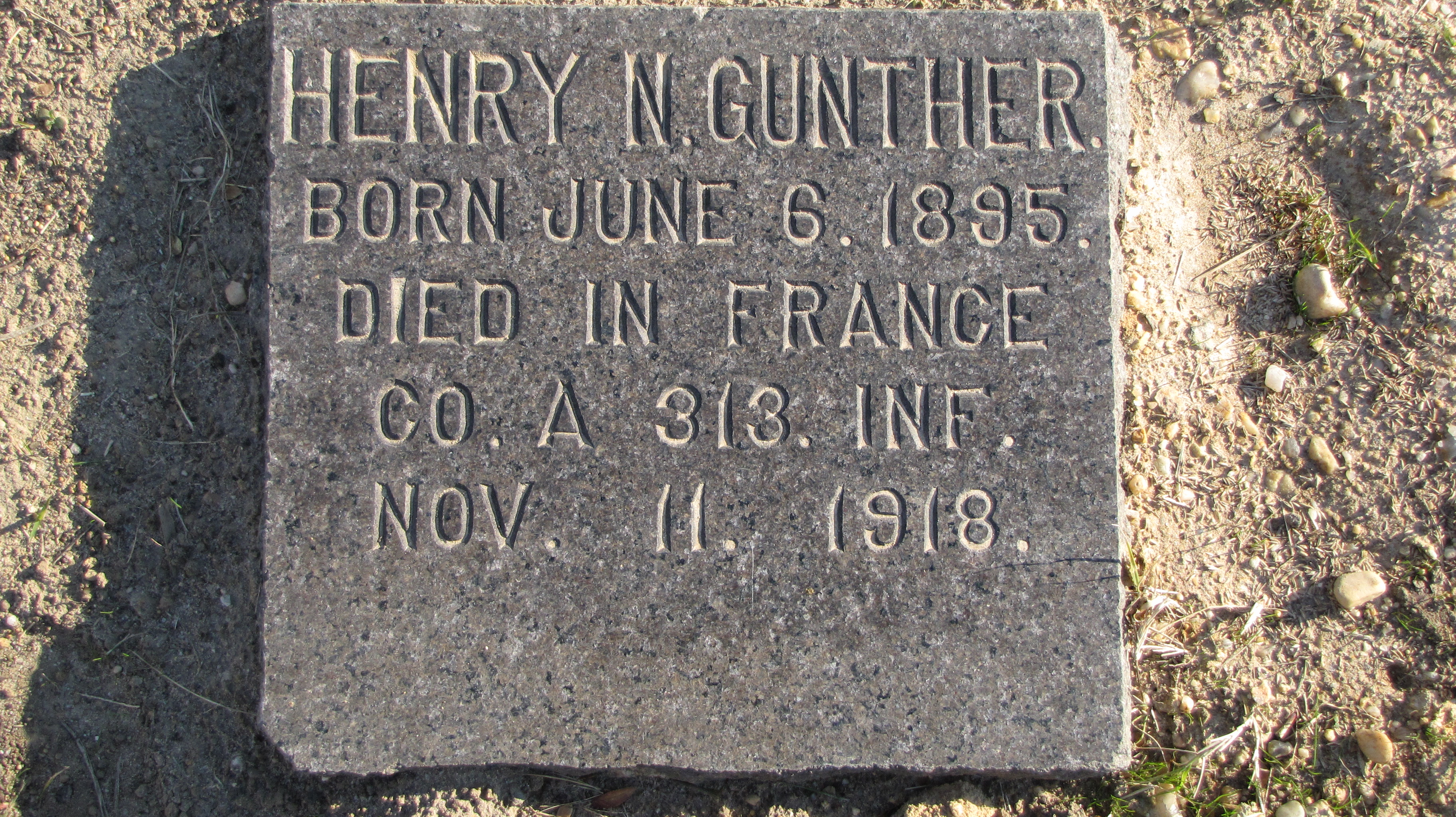

2008年11月11日，一座纪念碑被立在在他当年死去不远的地方。2010年11月11日，一块纪念牌匾在他的墓地揭幕。

## 书籍和影片
Roger Faindt写了一本关于冈瑟的书《10h59 ; Henry Gunther, le dernier soldat americain mort en 1918》（ISBN 2953512306，2009）。该书计划改编成一部名为《10h59》的英语电影，拍摄计划在2013年开始，预算为1200万欧元。